# Ioan Kömüves
Ioan Kömüves (n. 18 septembrie 1925, Uioara de Sus – d. 1998, Târnăveni) a fost un demnitar comunist român de origine maghiară. Ioan Kömüves a fost de profesie electrician, membru de partid din 1946. Ioan Kömüves a fost decorat cu Ordinul Muncii și cu Ordinul Tudor Vladimirescu. 

## Studii
- Șapte clase primare;
- Curs de perfecționare de șase luni, Școala Superioară de Partid „Ștefan Gheorghiu“ (1952).

## Distincții
- Ordinul „23 August” clasa a IV-a (10 august 1964) „pentru merite deosebite în opera de construire a socialismului, cu prilejul celei de a XX-a aniversări a eliberării patriei”[2]
- Ordinul „Steaua Republicii Populare Române” clasa a IV-a (10 iulie 1965) „pentru merite deosebite în realizarea sarcinilor prevăzute în Directivele celui de al III-lea Congres al Partidului Muncitoresc Român”[3]